# 1-8-5-0 Live
1-8-5-0 Live is formeel de vierde lp van Group 1850. De lp is live opgenomen in 1969.
De kwaliteit doet vermoeden dat het met een gewone taperecorder vanuit het publiek is gedaan.

## Tracks
- A1 Paradise now
- A2 Years in every day
- A3 Between 18 and 50 part VII
- B1 Purple sky
- B2 Noyas congas
- B3 Verandering

## Bezetting
- Dave Duba gitaar
- Paul van Wageningen drums
- Dolf Geldof basgitaar
- Peter Sjardin orgel
- Nippy Noya conga